# 代特城 (加利福尼亞州)
代特城（英語：Date City）是位於美國加利福尼亞州因皮里爾縣的一個非建制地區。該地的面積和人口皆未知。

## 地理
代特城的座標為32°47′35″N 115°18′36″W / 32.79306°N 115.31000°W，而該地的平均海拔高度為2米（即7英尺）。